# Faulturi și abateri (fotbal)

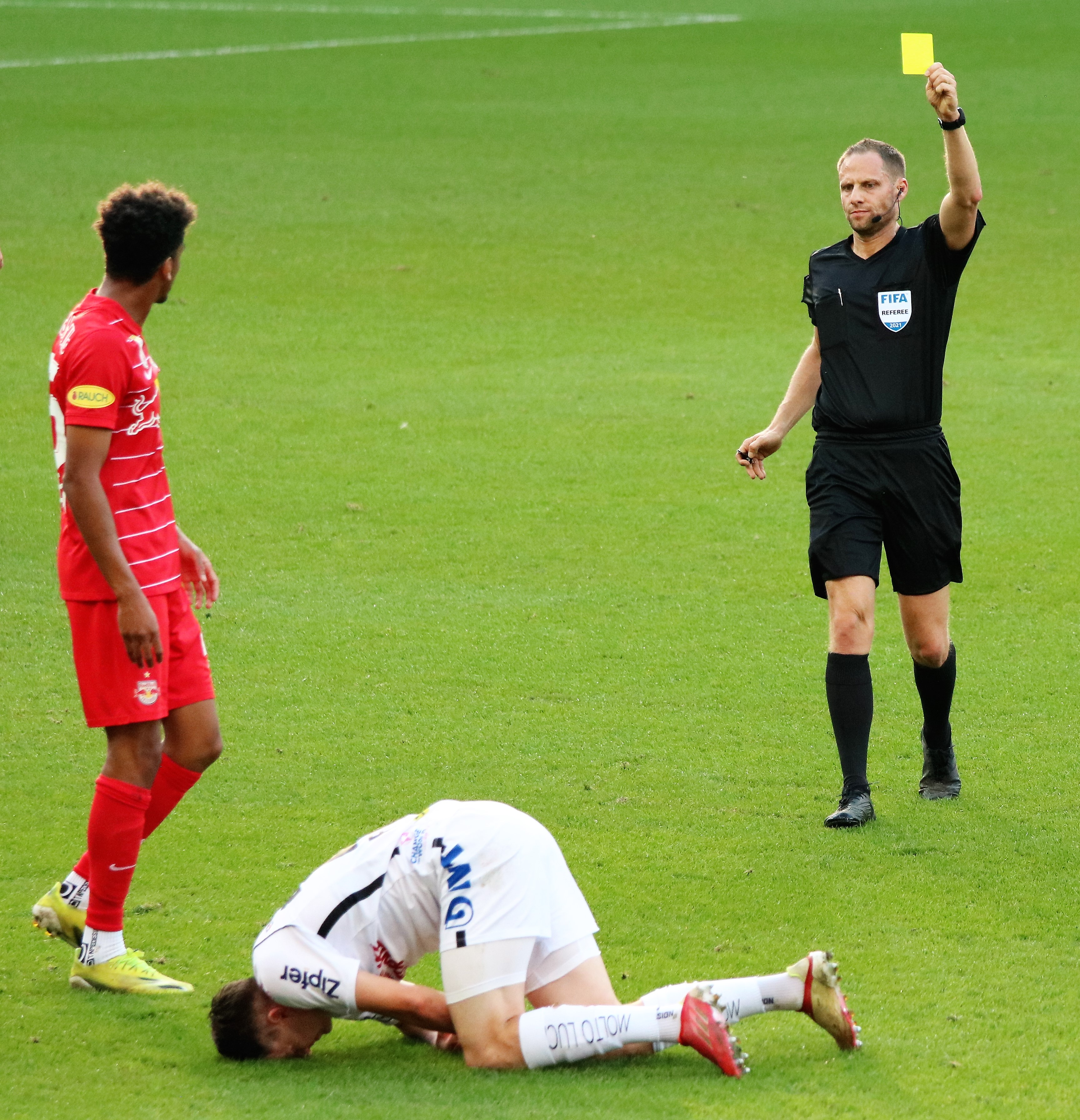
Un arbitru îi arată un cartonaș galben jucătorului în tricou roșu pentru producerea unui fault asupra jucătorului în tricou alb.

În jocul de fotbal, faulturile și abaterile sunt acte comise de jucători care sunt considerate de arbitru ca fiind nedrepte și care sunt ulterior sancționate. O infracțiune poate fi un fault, o abatere sau ambele, în funcție de natura infracțiunii și de circumstanțele în care se produce. Faulturile și abaterile sunt abordate în Legea 12 din Legile Jocului. Un fault este un act incorect al unui jucător, considerat de arbitru ca fiind contrar legilor jocului, care interferează cu jocul activ al meciului. Faulturile sunt pedepsite prin acordarea unei lovituri libere (eventual a unei lovituri de pedeapsă) echipei adverse. O listă a infracțiunilor specifice care pot constitui faulturi este detaliată în Legea 12 din Legile Jocului (alte infracțiuni, cum ar fi infracțiunile tehnice la reluare, nu sunt considerate faulturi); acestea se referă în principal la jocul fizic agresiv inutil și la infracțiunea de control al mingii. O încălcare este clasificată drept fault atunci când îndeplinește toate condițiile următoare:
1. Este comisă de un jucător (nu de o rezervă);
2. Are loc pe terenul de joc;
3. Are loc în timp ce mingea este în joc;
4. Este comisă împotriva unui adversar (pentru faulturile privind contactul sau comportamentul între jucători).

De exemplu, un jucător care lovește arbitrul sau un coechipier nu este un fault, ci comportament nesportiv.
Abaterea este orice comportament al unui jucător care este considerat de arbitru ca justificând o sancțiune disciplinară (avertisment sau eliminare). Abaterea poate include acte care sunt, în plus, faulturi. Spre deosebire de faulturi, abaterea poate avea loc în orice moment, inclusiv atunci când mingea nu este în joc, în timpul pauzei și înainte și după meci, iar atât jucătorii, cât și rezervele pot fi sancționați pentru abatere.
Abaterea va avea ca rezultat fie avertizarea jucătorului (indicată printr-un cartonaș galben), fie eliminarea de pe teren (indicată printr-un cartonaș roșu).:38 Un jucător eliminat nu poate fi înlocuit; echipa sa este obligată să joace restul meciului cu un jucător mai puțin. Un al doilea avertisment duce la eliminarea jucătorului. Arbitrul dispune de o libertate considerabilă în aplicarea Legilor; în special, infracțiunea de comportament nesportiv poate fi utilizată pentru a trata majoritatea evenimentelor care încalcă spiritul jocului, chiar dacă acestea nu sunt enumerate ca infracțiuni specifice.:123
Sistemul de avertismente și eliminări există în Legi din 1881. Fotbalul a fost primul sport care a introdus cartonașele de penalizare pentru a indica deciziile arbitrului; o practică adoptată ulterior de multe alte sporturi. Prima utilizare majoră a cartonașelor a avut loc la Campionatul Mondial de Fotbal 1970, dar acestea au devenit obligatorii la toate nivelurile abia în 1992.

## Categorii de faulturi
Regulamentul împarte faulturile în două categorii, în funcție de tipul de lovitură liberă acordată adversarului, fie o lovitură liberă directă sau indirectă.

### Infracțiuni de lovitură liberă directă
Infracțiunile de O lovitură liberă indirectă este acordată dacă un jucător: sunt cele mai frecvente tipuri de faulturi. Dacă o lovitură liberă directă este acordată în suprafața de pedeapsă a echipei jucătorului vinovat, se acordă o lovitură de pedeapsă.:117
Majoritatea faulturilor se referă la contactul dintre adversari. Deși contactul dintre jucători face parte din joc, regulile interzic contactul cu forța, ceea ce înseamnă că, spre deosebire de alte coduri din fotbal, intrarea sau încercarea de intercepție în fotbal trebuie să fie îndreptată în principal împotriva mingii, mai degrabă decât împotriva jucătorului care o deține. Regulile interzic în special împingerea, sărirea spre, lovirea cu piciorul (sau încercarea de a lovi cu piciorul), lovirea (sau încercarea de a lovi), împiedicarea (sau încercarea de a împiedica), placarea sau provocarea unui adversar într-un mod considerat a fi neglijent, imprudent sau „folosind forță excesivă”. Neatenția constituie o infracțiune, imprudența constituie o infracțiune care poate fi sancționată cu avertisment, iar folosirea unei forțe excesive constituie o infracțiune de eliminare. O astfel de clasificare a contactului este o chestiune de judecată pentru arbitru.
Infracțiunea de henț este, de asemenea, sancționată cu lovitură liberă directă. Jucătorilor din fotbal le este interzis să atingă mingea cu membrul superior sub umăr în timp ce mingea este în joc, cu excepția portarului în propria suprafață de pedeapsă. Atunci când se stabilește o infracțiune de henț, nu orice atingere a mingii de către mâna/brațul jucătorului reprezintă o infracțiune. Este permisă atingerea mingii în zona brațului în linie cu partea inferioară a axilei și mai sus. Contactul accidental inevitabil nu este sancționat - cum ar fi în cazul în care mingea este lovită de brațul unui jucător la mică distanță și jucătorul nu ar fi putut evita în mod rezonabil contactul. Cu toate acestea, dacă jucătorul și-a poziționat brațul astfel încât să își facă corpul „nefiresc de mare” și are loc contactul, acesta este considerat henț. În plus, dacă un jucător înscrie în poarta adversă cu mâna sau cu brațul, chiar dacă este accidental și inevitabil, acest lucru este considerat henț și golul nu este valabil.:98 Portarul are, de asemenea, aceleași reguli privind hențul în afara suprafeței de pedeapsă. Dacă portarul contrelează mingea cu mâinile în interiorul suprafeței de pedeapsă când nu are voie să facă acest lucru, se acordă o lovitură liberă indirectă.
Loviturile libere directe se acordă, de asemenea, pentru ținerea unui adversar, împiedicarea acestuia prin contact, mușcarea sau scuiparea altor persoane, aruncarea unui obiect (altul decât mingea) către un adversar sau un oficial al meciului sau contactul mingii cu un obiect reținut.
O lovitură liberă indirectă este acordată dacă un jucător:
- joacă într-un mod periculos
- împiedică înaintarea unui adversar fără să existe vreun contact
- se face vinovat de disidență, de utilizarea unui limbaj și/sau a unei (unor) acțiuni ofensatoare, insultătoare sau abuzive sau de alte abateri verbale
- împiedică portarul să elibereze mingea din mâini sau încearcă să șuteze mingea atunci când portarul este pe punctul de a o elibera
- inițiază o mișcare deliberată pentru ca mingea să fie pasată (inclusiv dintr-o lovitură liberă sau aut de poartă) portarului cu capul, pieptul, genunchiul etc. pentru a ocoli regula pasei la portar, indiferent dacă portarul atinge sau nu mingea cu mâinile; portarul este penalizat dacă este responsabil pentru inițierea mișcării în mod deliberat
- comite orice altă infracțiune, care nu a fost menționată anterior în regulament, pentru care jocul este oprit pentru a avertiza sau a elimina un jucător

O lovitură liberă indirectă este acordată în cazul în care un portar, în interiorul propriei suprafețe de pedeapsă, comite una dintre următoarele infracțiuni:
- controlează mingea cu mâinile pentru mai mult de șase secunde înainte de a o elibera din posesia sa[a]
- atinge din nou mingea cu mâinile după ce a eliberat-o din posesia sa și înainte ca aceasta să fi atins un alt jucător
- atinge mingea cu mâinile după ce aceasta a fost lovită intenționat de un coechipier sau a fost repusă în joc de un coechipier la o aruncare de la margine (regula pasei la portar)[4]:100

O lovitură liberă indirectă este, de asemenea, acordată în caz de ofsaid, deși ofsaidul nu este considerat fault și nu va fi niciodată sancționat cu avertisment sau eliminare.
Loviturile libere indirecte se execută din locul în care a avut loc infracțiunea, chiar dacă acesta se află în interiorul suprafeței de pedeapsă a jucătorului care a comis infracțiunea. Dacă infracțiunea a avut loc în interiorul suprafeței de poartă (careul mic), lovitura liberă indirectă se execută din cel mai apropiat punct de pe linia suprafeței de poartă care este paralelă cu linia de poartă.:113

### Alte infracțiuni
Nu toate încălcările legilor sunt faulturi. Infracțiunile care nu sunt faulturi pot fi tratate ca infracțiuni tehnice (de exemplu, încălcarea regulilor care guvernează reluarea jocului) sau ca abateri (acestea se pedepsesc cu avertisment sau eliminare). Încălcarea persistentă a Legilor este o infracțiune pentru care jucătorul poate fi avertizat.:38

## Abateri
Arbitrul poate considera încălcările grave sau persistente drept abateri care merită un avertisment oficial sau excluderea din joc. Fotbalul a fost primul sport care a utilizat cartonașe colorate pentru a indica aceste acțiuni.

### Cartonaș galben (avertisment)

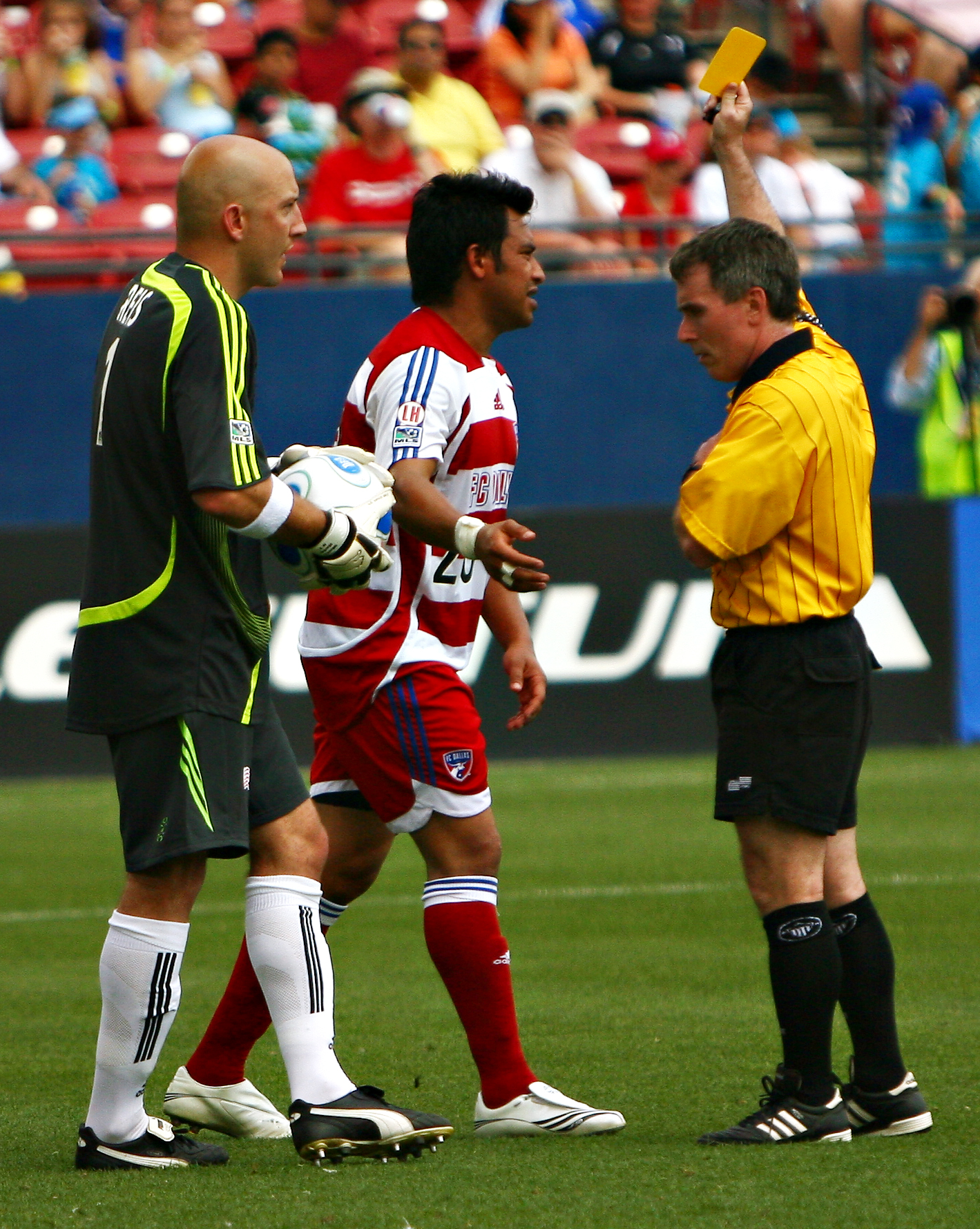
Un jucător (mijloc) este avertizat și primește un cartonaș galben.

Un cartonaș galben este arătat de arbitru pentru a indica faptul că un jucător a fost avertizat oficial.:38 Detaliile jucătorului sunt apoi înregistrate de arbitru într-un carnețel. Un jucător care a fost avertizat poate continua să evolueze în meci; cu toate acestea, un jucător care primește al doilea avertisment într-un meci este eliminat (i se arată din nou cartonașul galben și apoi cartonașul roșu). Legea 12 din Legile jocului enumeră tipurile de infracțiuni și abateri care pot duce la un avertisment. Jucătorii pot fi avertizați și pot primi un cartonaș galben dacă comit următoarele abateri:
- Disidență prin cuvânt sau acțiune
- Încălcarea persistentă a Legilor jocului
- Întârzierea reluării jocului
- Nerespectarea distanței necesare la reluarea jocului cu o lovitură de colț, o aruncare de la margine sau o lovitură liberă
- Intrarea sau reintrarea pe terenul de joc fără permisiunea arbitrului
- Părăsirea deliberată a terenului de joc fără permisiunea arbitrului
- Comportament nesportiv (o categorie largă de acțiuni demne de atenție, a se vedea mai jos)

Există, de asemenea, două infracțiuni care se aplică în meciurile în care se utilizează sistemul de arbitraj video:
- Intrarea în zona de verificare video a arbitrilor
- Folosirea excesivă a gestului de „verificare VAR” (ecran TV)[8]

Ceea ce constituie comportament nesportiv avertizabil este în general la latitudinea arbitrului, deși Legea 12 enumeră o serie de exemple.:103 Acestea includ simularea menită să înșele arbitrul sau încercarea de a înscrie prin folosirea mâinii pentru a atinge mingea. Faulturile comise prin imprudență sau faulturile comise cu intenția de a întrerupe un atac promițător sunt, de asemenea, considerate comportament nesportiv și se sancționează cu cartonaș galben. Cu toate acestea, faulturile care sunt comise cu forță excesivă sau care sunt comise în mod deliberat pentru a opri o ocazie evidentă de gol pentru jucătorul faultat (adică un fault tactic) se pedepsesc cu cartonaș roșu.
Legile prevăd că golurile pot fi celebrate/sărbătorite, dar că astfel de celebrări nu trebuie să fie „excesive”. Scoaterea tricoului sau acoperirea feței cu tricoul va duce la un avertisment. Jucătorii pot fi, de asemenea, avertizați pentru că se urcă pe un gard perimetral sau se apropie/intră în zona spectatorilor într-un mod care provoacă probleme de siguranță și/sau securitate.
În majoritatea competițiilor, acumularea unui anumit număr de cartonașe galbene pe parcursul mai multor meciuri duce la suspendarea jucătorului vinovat pentru un anumit număr de meciuri ulterioare, numărul exact de cartonașe și de meciuri variind în funcție de competiție. În Liga Campionilor UEFA, de exemplu, acumularea a două cartonașe galbene într-o fază de turneu duce la o suspendare de un meci. În astfel de situații, jucătorii au fost adesea suspectați (și, ocazional, chiar recunoscuți) că au primit în mod deliberat un al doilea cartonaș galben în timpul unui turneu, atunci când meciul următor este de mică importanță, readucându-și astfel numărul de cartonașe galbene la zero pentru meciurile următoare. Cu toate acestea, deși din punct de vedere tehnic se încadrează în regulile competiției, acest lucru este considerat nesportiv. UEFA a acționat ocazional în urma unor astfel de incidente și a dat amenzi și/sau suspendări suplimentare jucătorilor și antrenorilor implicați. De exemplu, Sergio Ramos, atât în 2010, cât și în 2019, a primit suspendări suplimentare în Liga Campionilor după ce a sugerat public în timpul interviurilor că a încasat un cartonaș galben în mod intenționat, primul dintre acestea venind împreună cu Xabi Alonso la ordinele lui José Mourinho.
În 2017, IFAB a aprobat eliminările temporare pentru infracțiuni sancționabile cu avertisment, similare cu cele întâlnite în alte sporturi, însă doar pentru anumite variații ale fotbalului, precum fotbalul de tineret. Utilizarea de către competiții a acestui sistem - în locul cartonașelor galbene obișnuite - este opțională și există variații în ceea ce privește modul în care poate fi pus în aplicare. Pentru meciurile de 90 de minute, durata eliminării temporare este de 10 minute.

### Cartonaș roșu (eliminare)

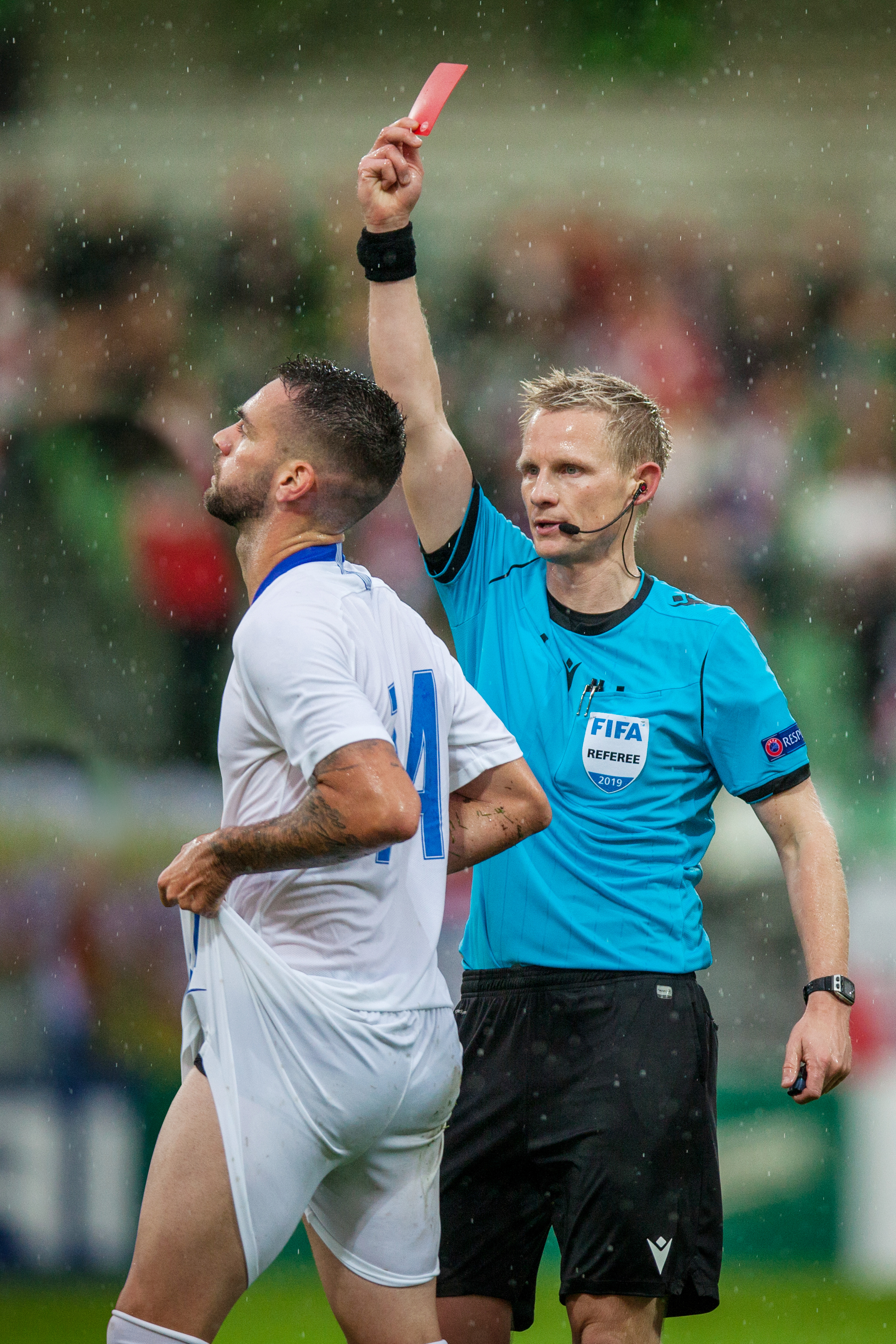
Unui jucător îi este arătat cartonașul roșu pentru a indica excluderea sa din joc.

Un cartonaș roșu este arătat de un arbitru pentru a indica faptul că un jucător trebuie să fie eliminat.:38 Un jucător care a fost eliminat trebuie să părăsească imediat terenul de joc, să nu mai ia parte la meci și să nu poată fi înlocuit de un jucător de rezervă, forțând echipa sa să joace cu un jucător mai puțin. În cazul în care portarul unei echipe primește un cartonaș roșu, un alt jucător este obligat să preia sarcinile de portar, astfel încât echipele înlocuiesc de obicei (dar nu sunt obligate) un alt portar cu un jucător de câmp dacă mai au înlocuitori disponibili.
Legea 12 din Legile jocului enumeră categoriile de abateri pentru care un jucător poate fi eliminat. Acestea sunt:
- oprirea unei ocazii evidente de gol printr-un henț (acest lucru nu se aplică unui portar aflat în suprafața sa de pedeapsă)
- oprirea unei ocazii evidente de gol printr-un fault (cu excepția cazului în care arbitrul acordă un penalti și a fost o încercare de a juca mingea)
- joc agresiv grav
- comportament violent
- utilizarea unui limbaj și/sau a unor acțiuni ofensatoare, insultătoare sau abuzive
- primirea unui al doilea cartonaș galben (avertisment) în același meci

În cazul meciurilor în care se utilizează sistemul de abitraj video, lista include și intrarea în sala de operațiuni video.:105
Jocul agresiv grav este un fault comis prin folosirea unei forțe excesive (de exemplu, „jucătorul a depășit cu mult folosirea necesară a forței și este în pericol de a-și răni adversarul atunci când se luptă pentru minge și când aceasta este în joc”).:117 Conduita violentă se deosebește de jocul agresiv grav în sensul că poate fi comisă de orice jucător, înlocuitor sau jucător înlocuit împotriva oricărei persoane, de exemplu, coechipieri, oficiali de meci sau spectatori.:127
Odată ce un jucător a fost eliminat, acesta nu are voie să rămână în zona tehnică a echipei și trebuie să părăsească imediat terenul sau suprafața de joc.
În cazul în care jucătorii de pe teren ai unei echipe primesc un total de 5 cartonașe roșii, aceasta nu va putea alinia minimul necesar de 7 jucători, ceea ce va duce la abandonarea meciului.
Începând din august 2020, pe fondul pandemiei de COVID-19, IFAB și Federația Engleză de Fotbal au declarat că orice jucător care tușește în mod deliberat spre alții va primi un cartonaș roșu direct. Incidentele mai puțin grave sunt clasificate drept „comportament nesportiv” și vor duce la un cartonaș galben.

### Istoric și origini

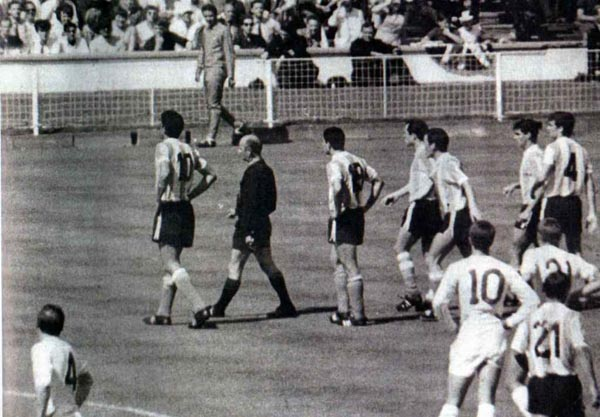
Antonio Rattín (în stânga arbitrului) este eliminat la Cupa Mondială din 1966. Confuzia a inspirat adoptarea cartonașelor galbene și roșii la Cupa Mondială din 1970.

Practica avertizării și eliminării jucătorilor care încalcă grav regulile face parte din Legile Jocului încă din 1881. Cu toate acestea, practica de a folosi cartonașe colorate, neutre din punct de vedere lingvistic, pentru a indica aceste acțiuni nu a urmat decât după aproape 90 de ani.
Ideea a pornit de la arbitrul britanic de fotbal Ken Aston. Aston fusese numit în Comitetul Arbitrilor FIFA și era responsabil de toți arbitrii de la Campionatul Mondial de Fotbal 1966. În sferturile de finală, Anglia a întâlnit Argentina pe stadionul Wembley. După meci, ziarele au scris că arbitrul Rudolf Kreitlein i-a avertizat pe Bobby și Jack Charlton și l-a eliminat pe argentinianul Antonio Rattín. Arbitrul nu și-a clarificat decizia în timpul meciului, iar antrenorul englez Alf Ramsey s-a adresat FIFA pentru clarificări după meci. Acest incident l-a făcut pe Aston să se gândească la modalități de a face deciziile arbitrului mai clare atât pentru jucători, cât și pentru spectatori. Aston și-a dat seama că o schemă de coduri de culori bazată pe același principiu folosit la semafoare (galben - atenție, roșu - stop) ar depăși barierele lingvistice și ar clarifica dacă un jucător a fost avertizat sau eliminat. În consecință, cartonașele galbene pentru a indica un avertisment și cartonașele roșii pentru a indica o eliminare au fost folosite pentru prima dată la Campionatul Mondial de Fotbal 1970 din Mexic (deși niciun jucător nu a fost eliminat în acel turneu). Utilizarea cartonașelor de penalizare a fost de atunci adoptată și extinsă de mai multe coduri sportive, fiecare sport adaptând ideea la setul său specific de reguli sau legi.
Până în 1992, un jucător care comitea o a doua abatere penalizată primea doar un cartonaș roșu; în acel an, IFAB a impus ca un cartonaș galben să fie arătat înaintea cartonașului roșu. Lothar Matthäus propusese anterior un „cartonaș liliac” pentru a distinge astfel de cazuri de abaterea mai gravă sancționată cu „cartonaș roșu direct”.
Cu ajutorul arbitrului asistent video, este acum posibil să se transforme un cartonaș galben în cartonaș roșu după o examinare pe teren a infracțiunii. În acest caz, arbitrul va arăta cartonașul galben, va face un gest de anulare a deciziei anterioare și va arăta cartonașul roșu jucătorului vinovat.

## Frecvență
Faulturile sunt foarte frecvente în timpul meciurilor. De exemplu, în sezonul fotbalistic 2012-2013, rata faulturilor pe meci în principalele ligi europene a variat de la 23 în Premier League la 32 în Bundesliga.
Cartonașele galbene sunt mai puțin frecvente, deși un meci tipic va conține câteva - la Campionatul Mondial de Fotbal 2014 au fost, în medie, aproximativ trei avertismente pe meci. Eliminările sunt mult mai rare; în cadrul aceluiași turneu, s-a înregistrat o medie de 0,2 cartonașe roșii pe meci.

## Discreția arbitrului
Arbitrul are un grad foarte mare de discreție în ceea ce privește aplicarea celor 17 legi, inclusiv în ceea ce privește stabilirea faptelor care constituie infracțiuni pasibile de avertisment în cadrul categoriilor foarte largi. Din acest motiv, deciziile arbitrilor sunt uneori controversate. Unele legi pot specifica circumstanțele în care ar trebui sau trebuie să se dea un avertisment, iar numeroase directive pentru arbitri oferă, de asemenea, îndrumări suplimentare. Încurajarea arbitrilor de a-și folosi bunul simț este cunoscută colocvial drept „Legea 18”.

## Avantaj
Conform principiului avantajului, jocul trebuie să continue atunci când are loc o infracțiune, iar echipa care nu a comis infracțiunea va beneficia de continuarea jocului. Dacă avantajul anticipat nu se produce în câteva secunde, arbitrul va opri jocul și îl va relua cu o lovitură liberă directă sau indirectă sau cu o lovitură de pedeapsă (în funcție de infracțiune).

## Reluarea jocului
Dacă mingea este în afara jocului atunci când are loc o încălcare a Legilor Jocului, jocul este reluat în funcție de motivul pentru care mingea a fost în afara jocului înainte de infracțiune. (Orice încălcare a Legilor jocului care are loc în timp ce mingea este în afara jocului poate fi considerată abatere, dar nu este fault).
În cazul în care abaterea se produce când mingea este în joc, nu este necesar ca jocul să fie oprit pentru a administra un avertisment sau o eliminare, deoarece acestea pot fi efectuate la următoarea întrerupere a jocului (acesta este de obicei cazul în care echipa adversă ar obține un avantaj prin continuarea jocului). În acest caz, jocul este reluat în funcție de motivul pentru care mingea a ieșit din joc, de exemplu o aruncare de la margine dacă jocul s-a oprit din cauza faptului că mingea a depășit o linie de margine.
Dacă jocul este întrerupt pentru a administra un avertisment sau o eliminare:
- Dacă a avut loc un fault, precum și o abatere, jocul este reluat în funcție de natura infracțiunii (fie o lovitură liberă indirectă, o lovitură liberă directă sau o lovitură de pedeapsă pentru echipa adversă)
- Dacă nu a avut loc niciun fault în conformitate cu Legea 12, jocul se reia cu o lovitură liberă indirectă pentru echipa adversă

## Oficialii echipelor
În 2019, IFAB a aprobat utilizarea cartonașelor roșii și galbene pentru oficialii echipelor și, de atunci, în majoritatea competițiilor, sistemul funcționează în același mod ca sistemul de cartonașe pentru jucători (de exemplu, dacă un oficial al echipei, cum ar fi antrenorul, primește două cartonașe galbene, acesta primește automat un cartonaș roșu). În funcție de gravitatea abaterii, oficialul respectiv poate fi supus unei interdicții ulterioare de a sta pe tușă, unei amenzi și/sau unei alte forme de pedeapsă suplimentară - în funcție de regulile competiției și ale asociației naționale de fotbal.
Până la această modificare legislativă, oficialii echipei nu făceau inițial obiectul infracțiunilor de avertisment și eliminare enumerate mai sus, deoarece acestea se aplică numai jucătorilor, înlocuitorilor și jucătorilor înlocuiți. Ca atare, nu li se arătau cartonașe dacă comiteau o infracțiune. Cu toate acestea, în conformitate cu Legea 5, arbitrul putea avertiza sau elimina oficialii echipelor din zonele lor tehnice și din împrejurimile imediate.